# Jesús Castillo Peña
Jesús Castillo Peña (Pucusana, 10 de marzo de 1996) es un futbolista peruano que se desempeña como centrocampista en el Alianza Lima de la Primera División del Perú.

## Trayectoria

### Academia Cantolao
Su carrera profesional inició en el Academia Deportiva Cantolao, equipo en el que se formó y donde jugó durante varios años, consolidándose como un jugador importante en el mediocampo.

### Alianza Lima
Sus buenas actuaciones con el conjunto chalaco lo llevaron al Club Alianza Lima que durante el año 2023 fue clave en la mitad del campo del cuadro blanquiazul. Mantiene contrato hasta 2026.

## Estadísticas

### Clubes
Actualizado al último partido disputado el 10 de abril de 2025.
| Club | Div.          | Temporada     | Liga  | Liga  | Liga   | Copas nacionales(1) | Copas nacionales(1) | Copas nacionales(1) | Copas internacionales(2) | Copas internacionales(2) | Copas internacionales(2) | Total | Total | Total  | Media goleadora(3) |
| Club | Div.          | Temporada     | Part. | Goles | Asist. | Part.               | Goles               | Asist.              | Part.                    | Goles                    | Asist.                   | Part. | Goles | Asist. | Media goleadora(3) |
| --- | ------------- | ------------- | ----- | ----- | ------ | ------------------- | ------------------- | ------------------- | ------------------------ | ------------------------ | ------------------------ | ----- | ----- | ------ | ------------------ |
| Academia Cantolao · Perú | 1.ª           | 2017          | 1     | 0     | 0      | -                   | -                   | -                   | -                        | -                        | -                        | 1     | 0     | 0      | 0                  |
| Academia Cantolao · Perú | 1.ª           | 2018          | 20    | 2     | 1      | -                   | -                   | -                   | -                        | -                        | -                        | 20    | 2     | 1      | 0.1                |
| Academia Cantolao · Perú | 1.ª           | 2019          | 26    | 1     | 1      | 4                   | 0                   | 0                   | -                        | -                        | -                        | 30    | 1     | 1      | 0.03               |
| Academia Cantolao · Perú | 1.ª           | 2020          | 22    | 0     | 1      | -                   | -                   | -                   | -                        | -                        | -                        | 22    | 0     | 1      | 0                  |
| Academia Cantolao · Perú | 1.ª           | 2021          | 20    | 2     | 0      | 1                   | 0                   | 0                   | -                        | -                        | -                        | 21    | 2     | 0      | 0.1                |
| Academia Cantolao · Perú | 1.ª           | 2022          | 30    | 1     | 1      | -                   | -                   | -                   | -                        | -                        | -                        | 30    | 1     | 1      | 0.03               |
| Academia Cantolao · Perú | Total club    | Total club    | 119   | 6     | 4      | 5                   | 0                   | 0                   | -                        | -                        | -                        | 124   | 6     | 4      | 0.05               |
| Alianza Lima · Perú | 1.ª           | 2023          | 32    | 2     | 4      | -                   | -                   | -                   | 6                        | 0                        | 0                        | 38    | 2     | 4      | 0.05               |
| Alianza Lima · Perú | 1.ª           | 2024          | 23    | 0     | 1      | -                   | -                   | -                   | 4                        | 0                        | 0                        | 27    | 0     | 1      | 0                  |
| Alianza Lima · Perú | 1.ª           | 2025          | 6     | 0     | 0      | -                   | -                   | -                   | 3                        | 0                        | 0                        | 9     | 0     | 0      | 0                  |
| Alianza Lima · Perú | Total club    | Total club    | 61    | 2     | 5      | -                   | -                   | -                   | 13                       | 0                        | 0                        | 74    | 2     | 5      | 0.03               |
| Total carrera | Total carrera | Total carrera | 180   | 8     | 9      | 5                   | 0                   | 0                   | 13                       | 0                        | 0                        | 198   | 8     | 9      | 0.04               |
| (1)Incluye datos de la Copa Bicentenario (2019, 2021). (2)Incluye datos de la Copa Libertadores de América (2023). (3)Promedio de goles por partido. No incluye encuentros amistosos. |               |               |       |       |        |                     |                     |                     |                          |                          |                          |       |       |        |                    |

## Palmarés

### Torneos cortos
| Título          | Club         | País | Año  |
| --------------- | ------------ | ---- | ---- |
| Torneo Apertura | Alianza Lima | Perú | 2023 |